# Артур (Северна Дакота)
Артур (енгл. Arthur) град је у америчкој савезној држави Северна Дакота.

## Демографија
По попису из 2010. године број становника је 337, што је 65 (-16,2%) становника мање него 2000. године.
| Група             | 2000.       | 2010.       |
| Белци             | 369 (91,8%) | 330 (97,9%) |
| Афроамериканци    | 0 (0,0%)    | 0 (0,0%)    |
| Азијати           | 0 (0,0%)    | 0 (0,0%)    |
| Хиспаноамериканци | 21 (5,2%)   | 2 (0,6%)    |
| Укупно            | 402         | 337         |